# Cristina López Barrio
Cristina López Barrio (Madrid, 12 maggio 1965) è una scrittrice e avvocata spagnola.
Studiò diritto all'Università Complutense di Madrid, specializzandosi poi in proprietà intellettuale presso l'Università Pontificia di Comillas nel 2006 e 2007. Nel 2000, seguì un corso di scrittura creativa di Clara Obligado.

## Opera
- Niebla en Tánger (Nebbia a Tangeri), 2017
- Tierra de brumas, 2015
- El cielo en un infierno cabe (La Notte dell'Ultimo Bacio), 2013
- El reloj del mundo, 2012
- La casa de los amores imposibles (La Casa degli Amori Impossibili), 2010
- El hombre que se mareaba con la rotación de la Tierra, 2009

## Premi
- Premio Villa Pozuelo de Alarcón, 2009
- Premio a la escritora revelación, 2010
- Finalista Premio Planeta, 2017